# Stanislaus Morsztyn der Ältere
Stanislaus Morsztyn der Ältere († vor 17. Juli 1476) war ein krakauischer Ratsherr, Bankier und Kaufmann.
Er war von 1445 bis 1452 Schöffe sowie 1452 bis 1472 Ratsherr, 1459 Bürgermeister von Krakau. Außerdem war er Bürgermeister von Lublin. Mit ihm trat erstmals ein Mitglied der Familie Morstein als Bankier auf. Damit verbunden war er von 1456 bis 1466 Leiter der königlichen Münzstätte in Krakau.

## Leben
Morsztyn wurde als zweiter Sohn des Ratsherrn Georg Morsztyn des Älteren geboren. Unter seinem Vater hatte der Aufstieg der Familie in Krakau begonnen. Gemeinsam mit seinem Bruder Georg erwarb er eine erste Saline in Krakau. In der Folge wurde der Salzhandel für die Familie immer bedeutender. Es wurden Salzbergwerke in Salzberg, Groß Salze und Ruthenien gepachtet. Die Expansion stand im Zusammenhang mit einem König Kasimir IV. Andreas gewährten Darlehen über 2000 ungarischen Złoty.
Ab 1445 war er bis zu seiner Berufung in den Stadtrat 1452 Schöffe. Er blieb 20 Jahre lang Ratsherr und wurde 1459 Bürgermeister. Von 1456 bis 1466 war er Leiter der königlichen Münzstätte in Krakau und Mitgründer der Münzzunft. Vom Vater seiner zweiten Frau Jan Piczczin kaufte er sich das Amt des Bürgermeisters von Lublin, das er später an Paul Teschner verpachtete.
Am Ende seines Lebens soll er Besitzer von acht Mietshäusern, sieben Holzhäusern, zwei Gärten, einem Stall, einem Stahlwerk in Olkusz und einem Bauernhof in der Nähe von Auschwitz gewesen sein.

## Ehen und Nachkommen
Morsztyn war zweimal verheiratet. In erster Ehe war er mit Magdalena Wynek, einer Tochter Jan Wyneks verheiratet. In zweiter Ehe war er mit Katharina Piczczin, der Tochter des Ratsherrn Jan Piczczin verheiratet. Den Ehen entstammten sechs Kinder:
- Stanislaus (Stanisław) Morsztyn der Jüngere † vor 29. November 1504, ⚭ Ursula (Urszula)
- Peter (Piotr) Morsztyn
- Szczęsna Morsztyn ⚭ Jan Boner, Ratsherr
- Katharina (Katarzyna) Morsztyn ⚭ Jan Krupek, Ratsherr
- Anna Morsztyn ⚭ Jerzy Lang, Ratsherr
- Leonard Morsztyn